# Freilandmuseum Oberpfalz
Das Freilandmuseum Oberpfalz ist ein Museum in der Trägerschaft des Bezirks Oberpfalz. Es sammelt, bewahrt und erforscht materielle und immaterielle Zeugnisse des ländlichen Raums der Oberpfalz aus Vergangenheit und Gegenwart. Im Mittelpunkt seiner Sammlungstätigkeit steht der Mensch als Individuum im Rahmen von Natur und Kultur.

## Lage
Perschen und Neusath liegen nahe der Stadt Nabburg. Die A 93 garantiert eine günstige Anbindung aus Hof, Regensburg und München. Aus Nürnberg kommend erreicht man über die A 6 und die B 85 das Museumsdorf.

## Geschichte
Eine ehemalige Pfarrhofanlage, der Edelmannhof, ist der Ursprung dieses Freilandmuseums. Der Hof in Perschen wurde 1605 ausgebaut und 1964 durch den von Alfons Haseneder 1961 gegründeten Museumsverein als Oberpfälzisches Bauernmuseum Perschen erworben. 1964 eröffnete das Bauernmuseum Perschen, eines der ersten seiner Art in Süddeutschland, seine Pforten. Der Bezirk Oberpfalz übernahm am 1. Januar 1977 die Anlage und errichtete in Neusath, einem benachbarten Ortsteil der Stadt Nabburg, zusätzlich das Freilandmuseum Oberpfalz.
Im Juli 2020 wurde die bis dato geführte Bezeichnung Oberpfälzer Freilandmuseum Neusath-Perschen zu Freilandmuseum Oberpfalz geändert.
Seit 2021 entsteht das Lernhaus, ein Holzbau für museale Vermittlungsarbeit und angewandte Architekturlehre. Die Forschungsarbeit wird von Max Otto Zitzelsberger, Juniorprofessor für Tektonik im Holzbau an der RPTU Kaiserslautern, entworfen.

## Aufbau
Das Freilandmuseum stellt in mehreren Anlagen die verschiedenen Oberpfälzer Regionen dar:
- Stiftlanddorf
- Waldlerdorf
- Juradorf
- Mühlental

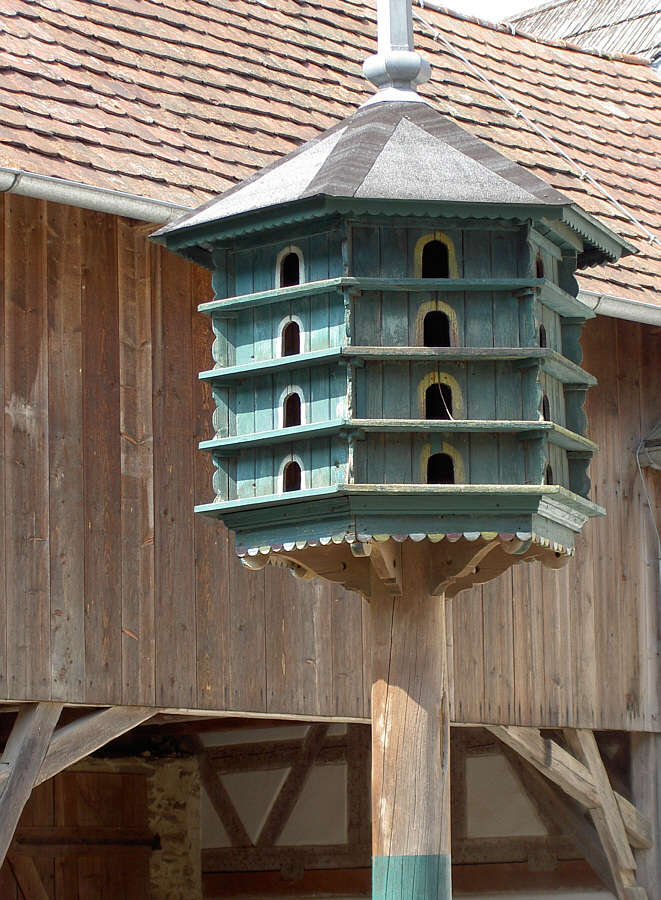
Taubenschlag
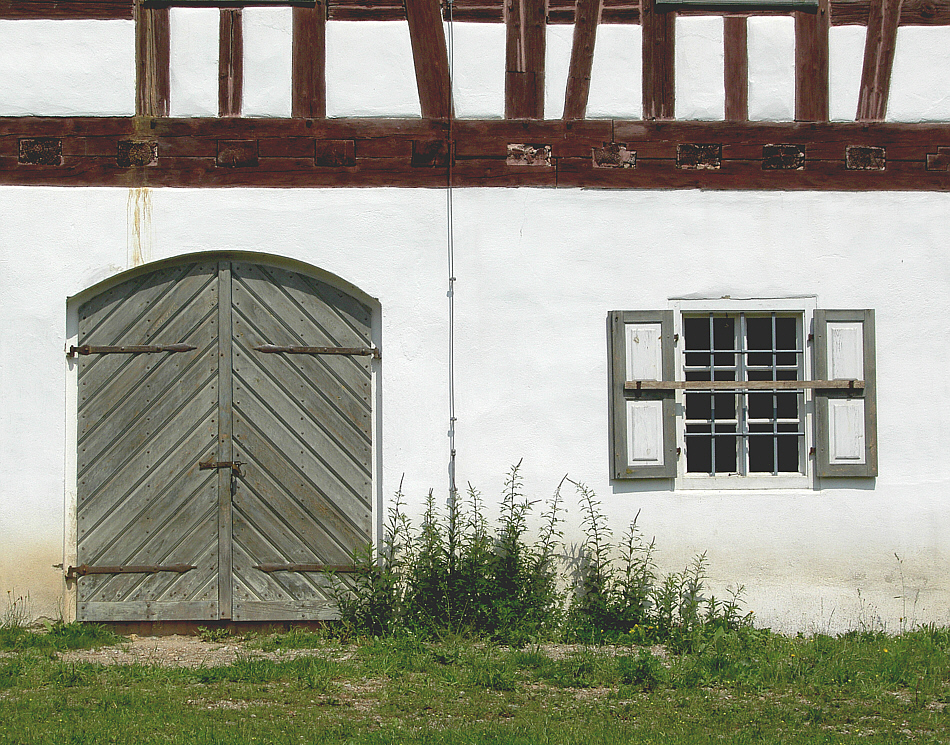
Detail eines Fachwerkhauses
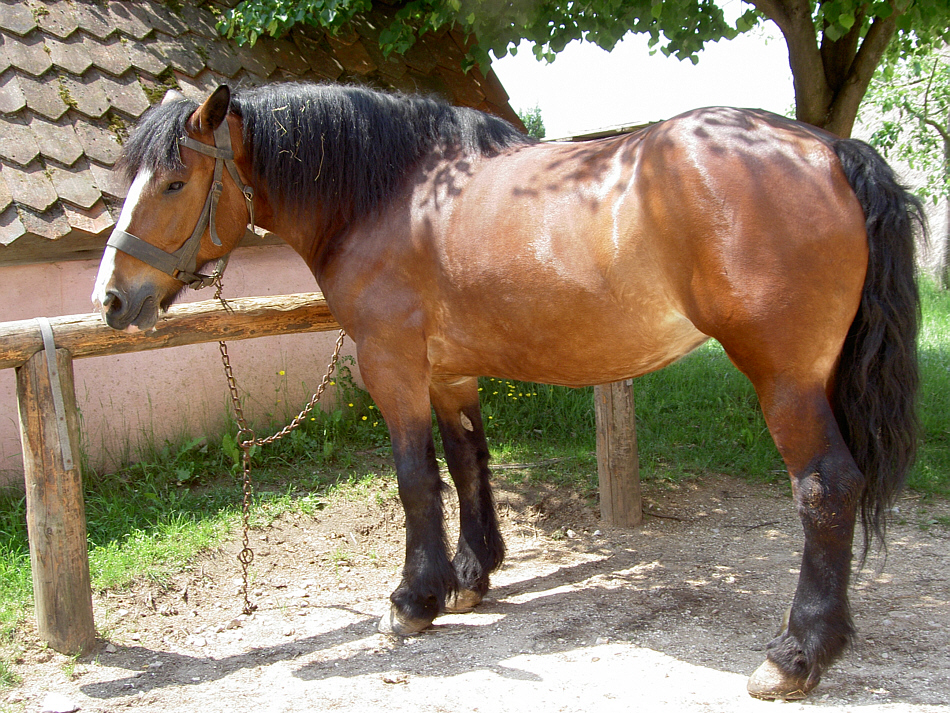
Kaltblut
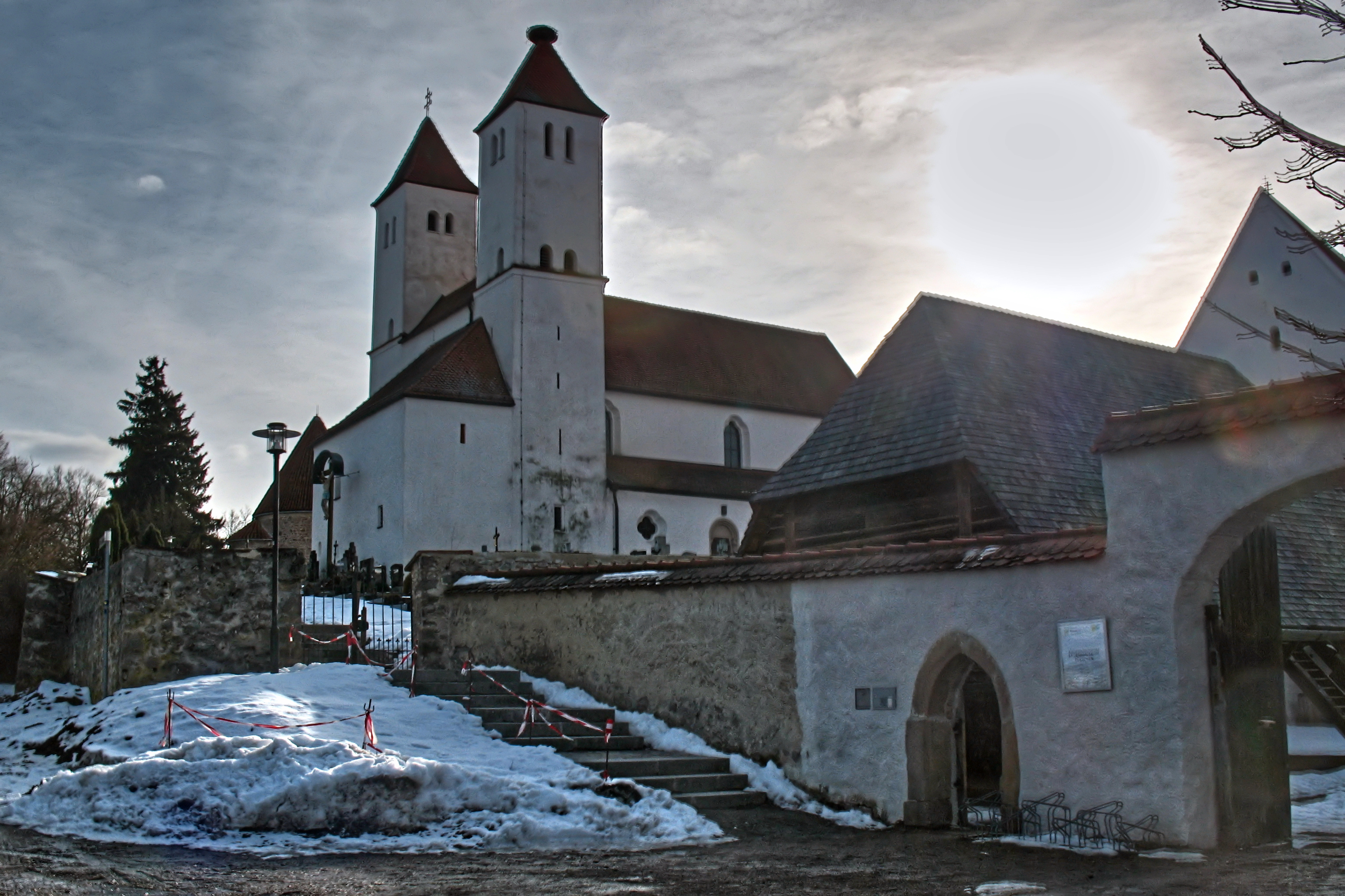
Bauernmuseum „Edelmannshof“
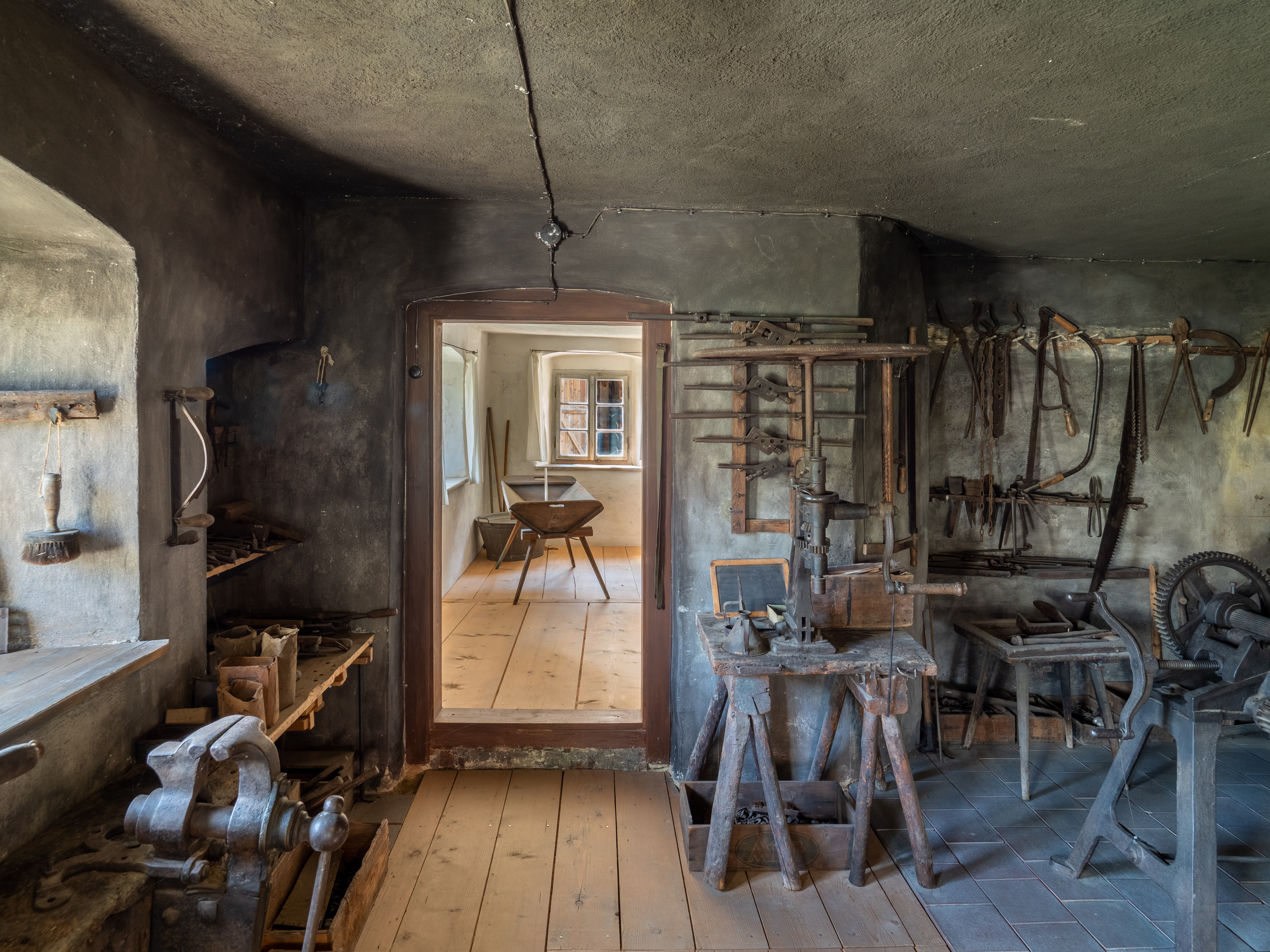
Zimmer in der Schmiede im Freilandmuseum
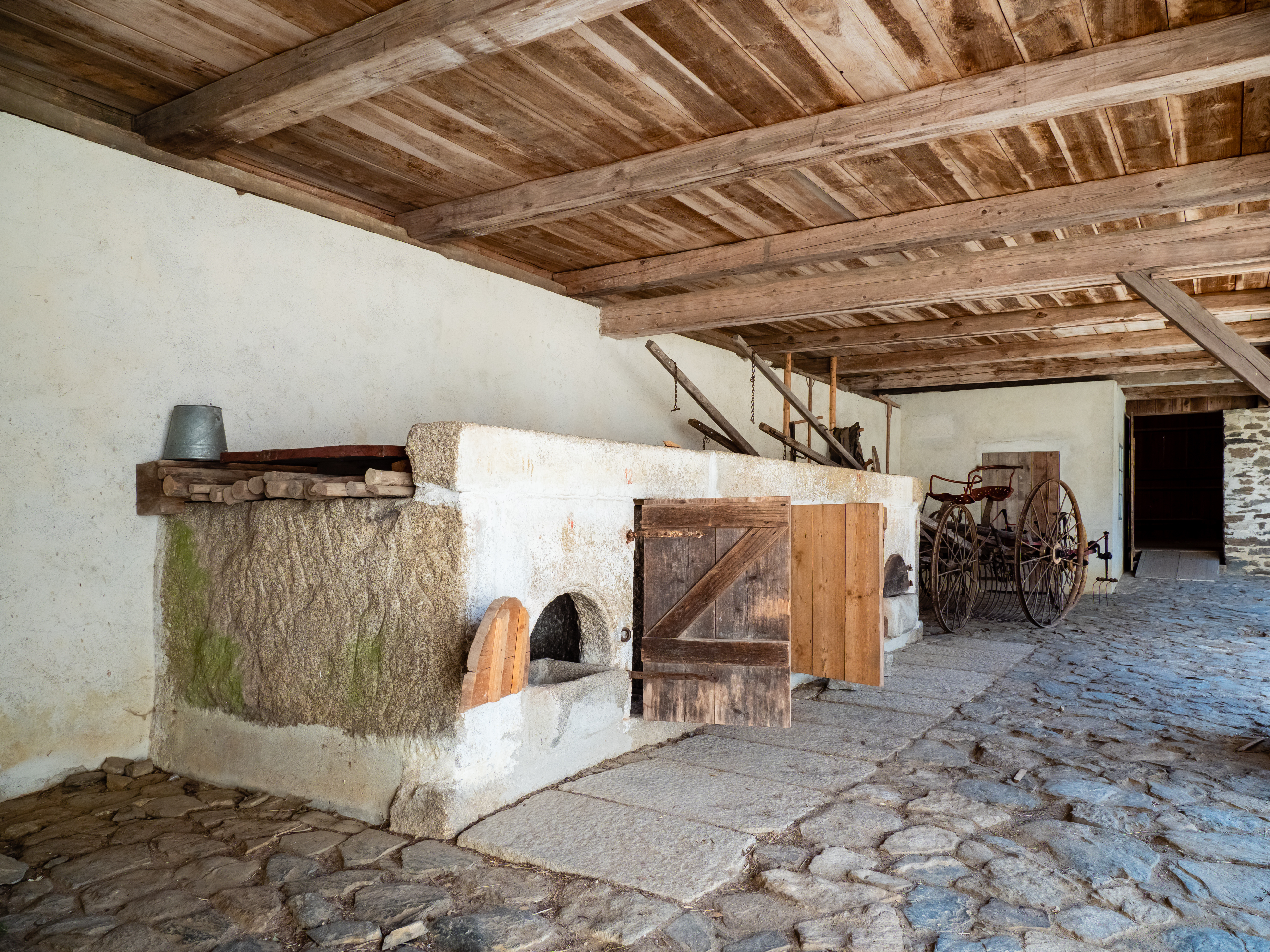
Wirtschaftsgebäude im Denkenbauernhof
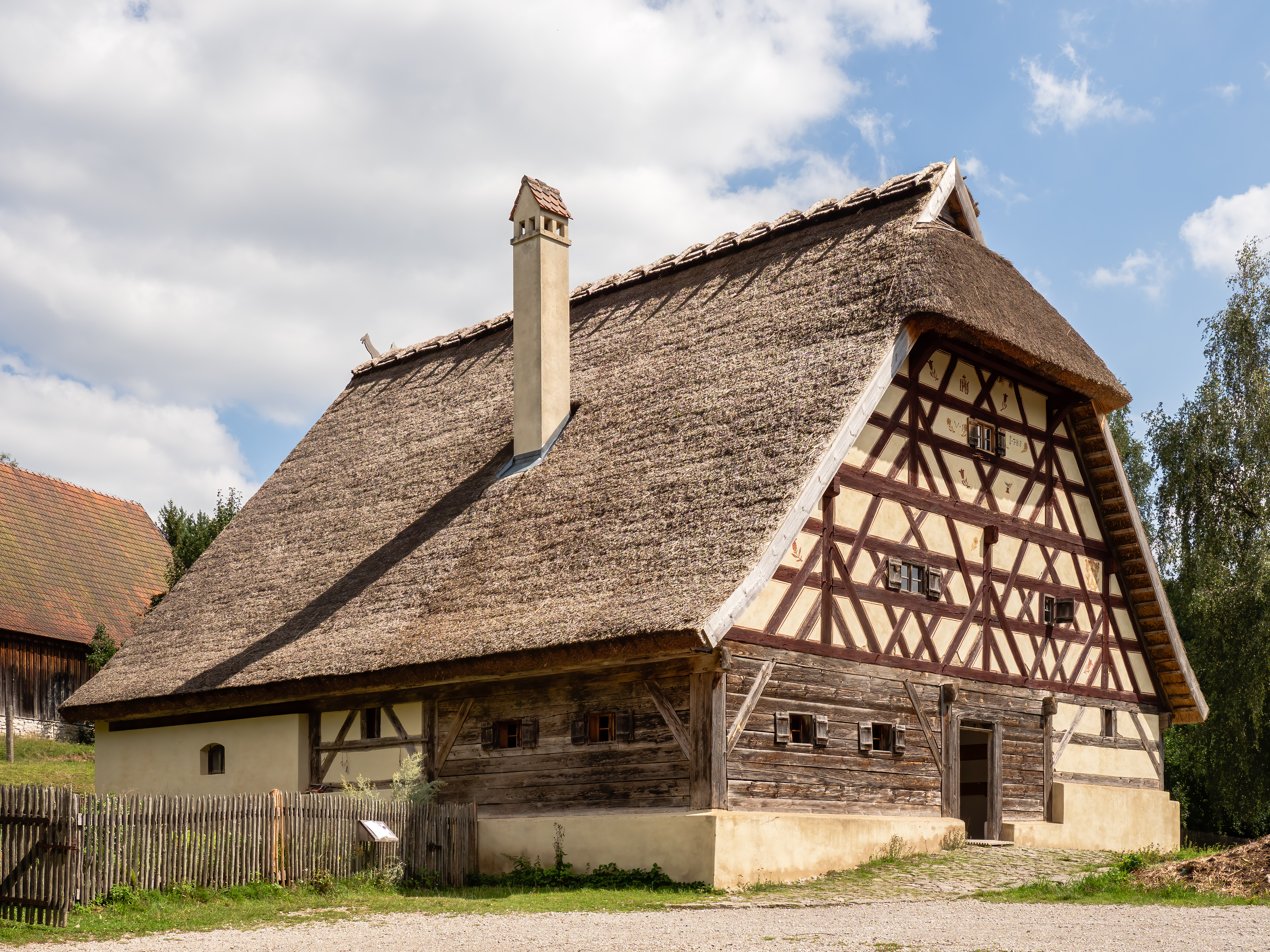
Wirtschaftsgebäude aus Pavelsbach
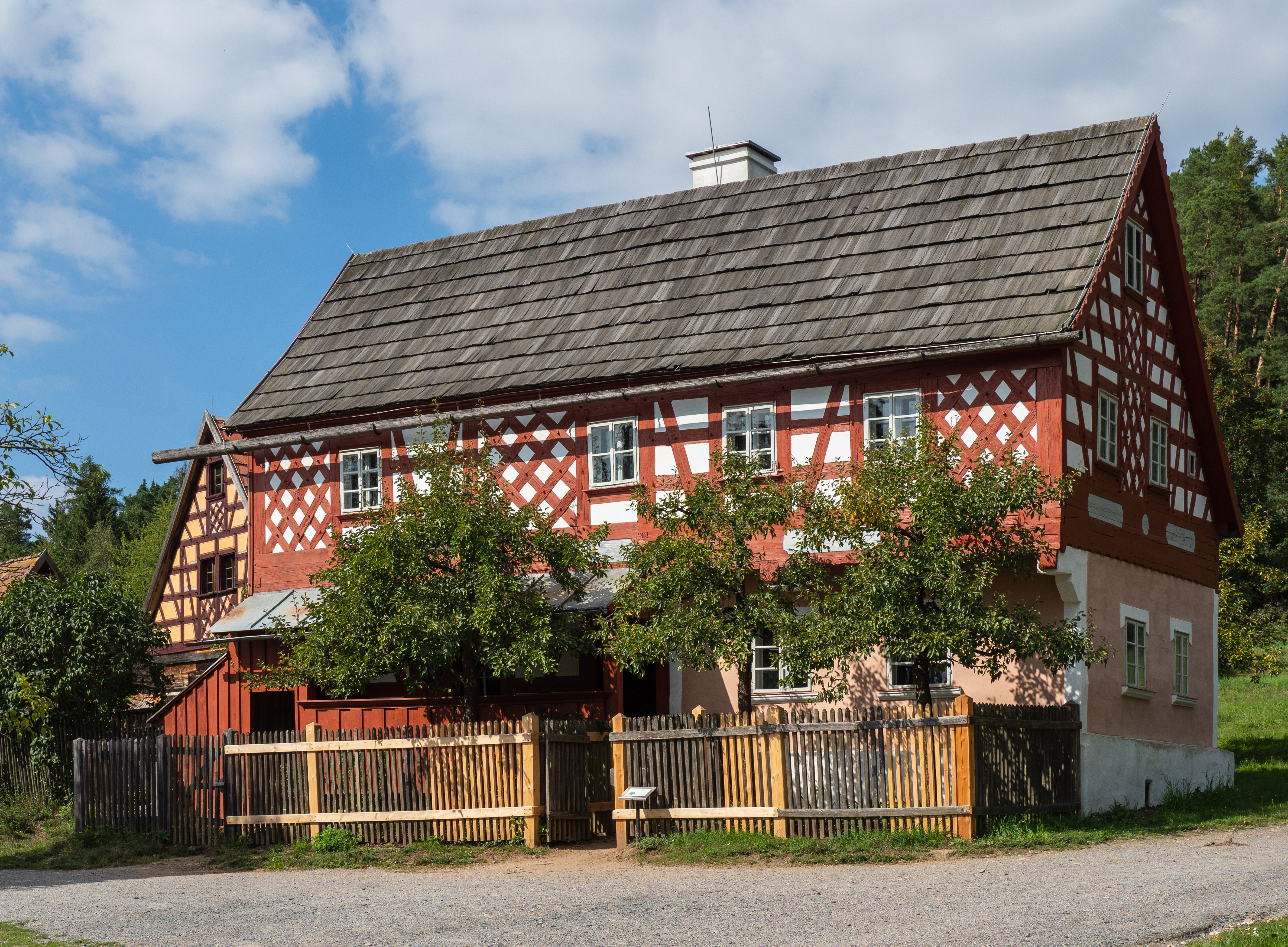
Webergirgl aus Neualbenreuth
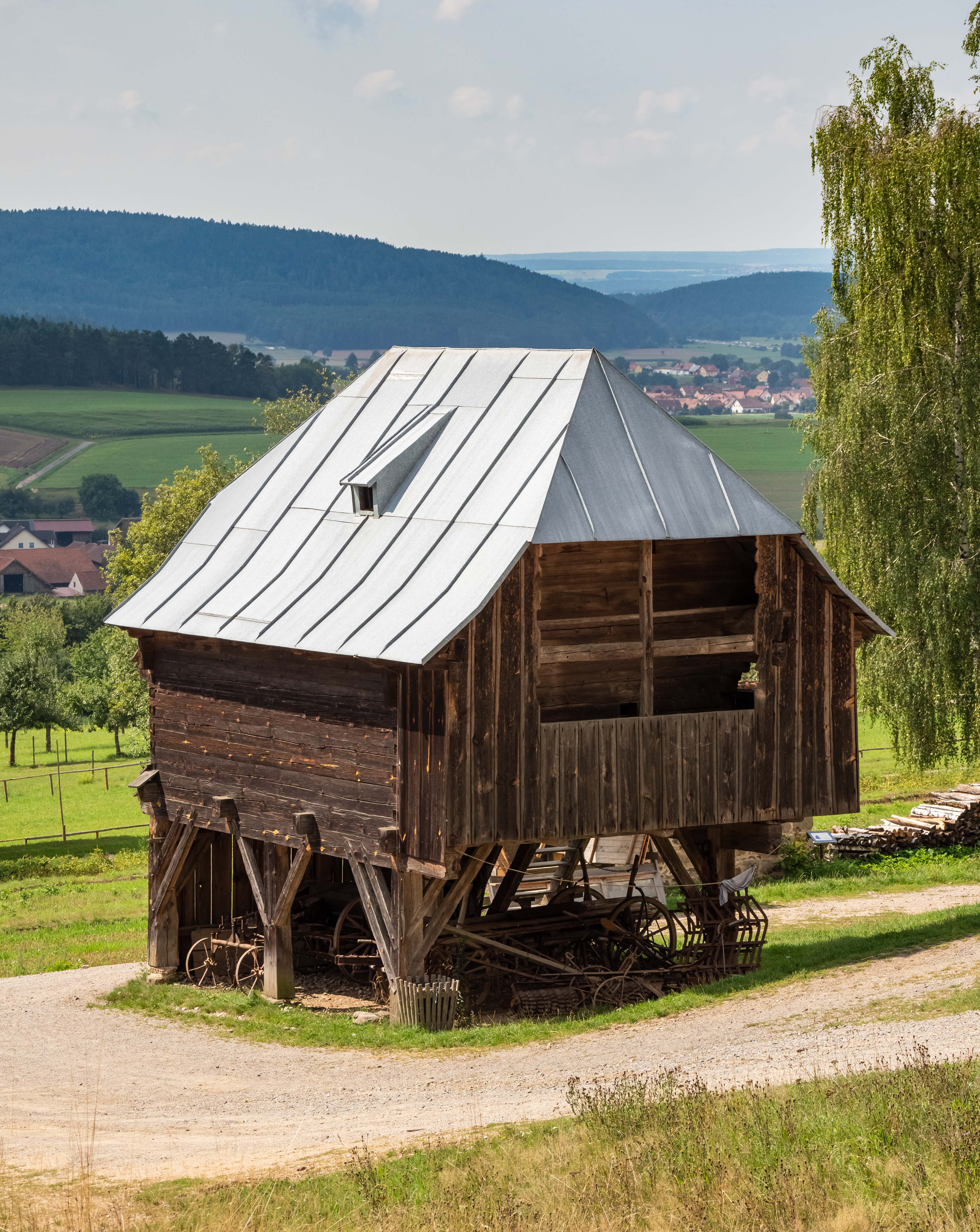
Getreidekasten aus Göttling
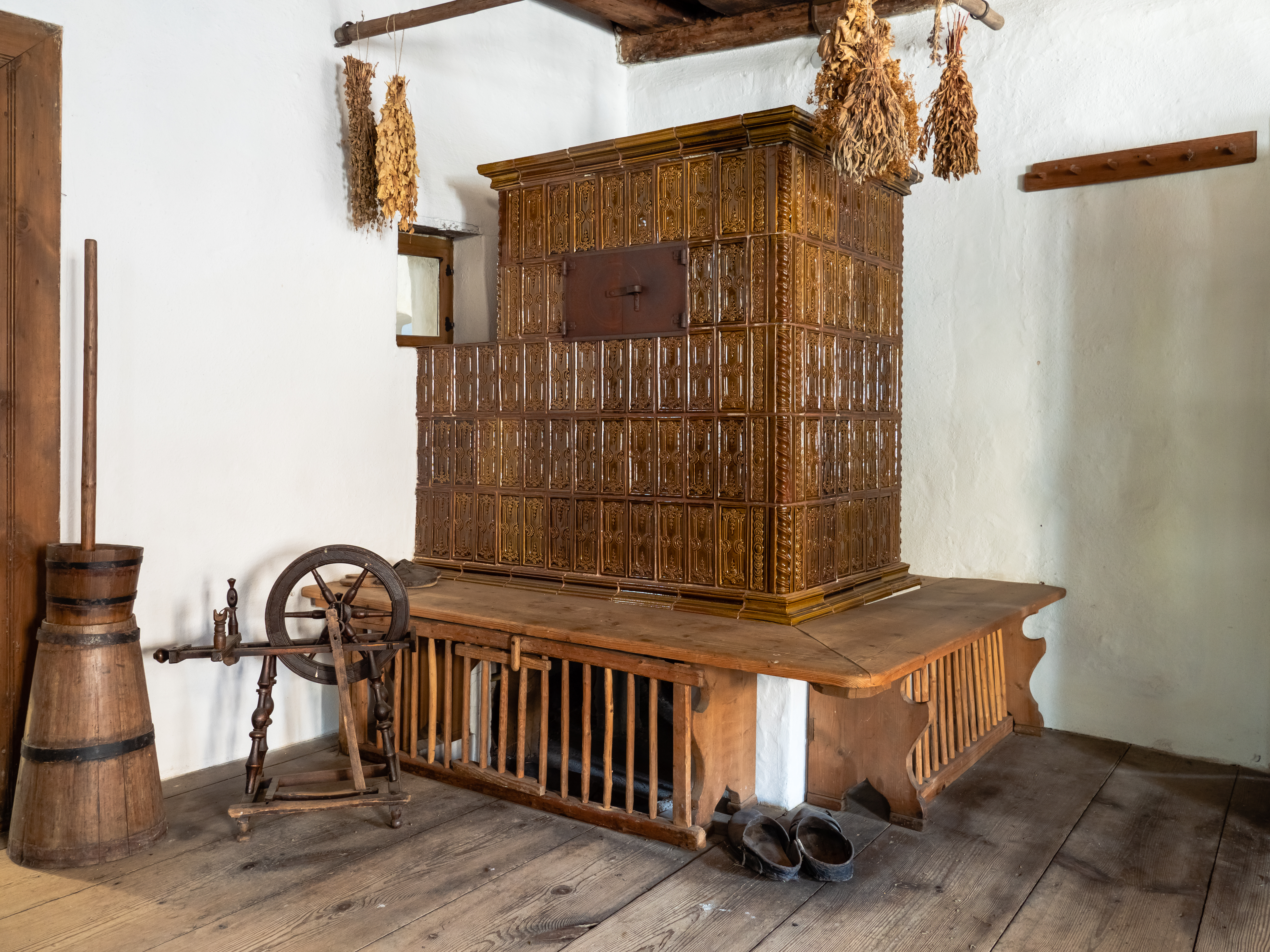
Ofen im Edelmannshof
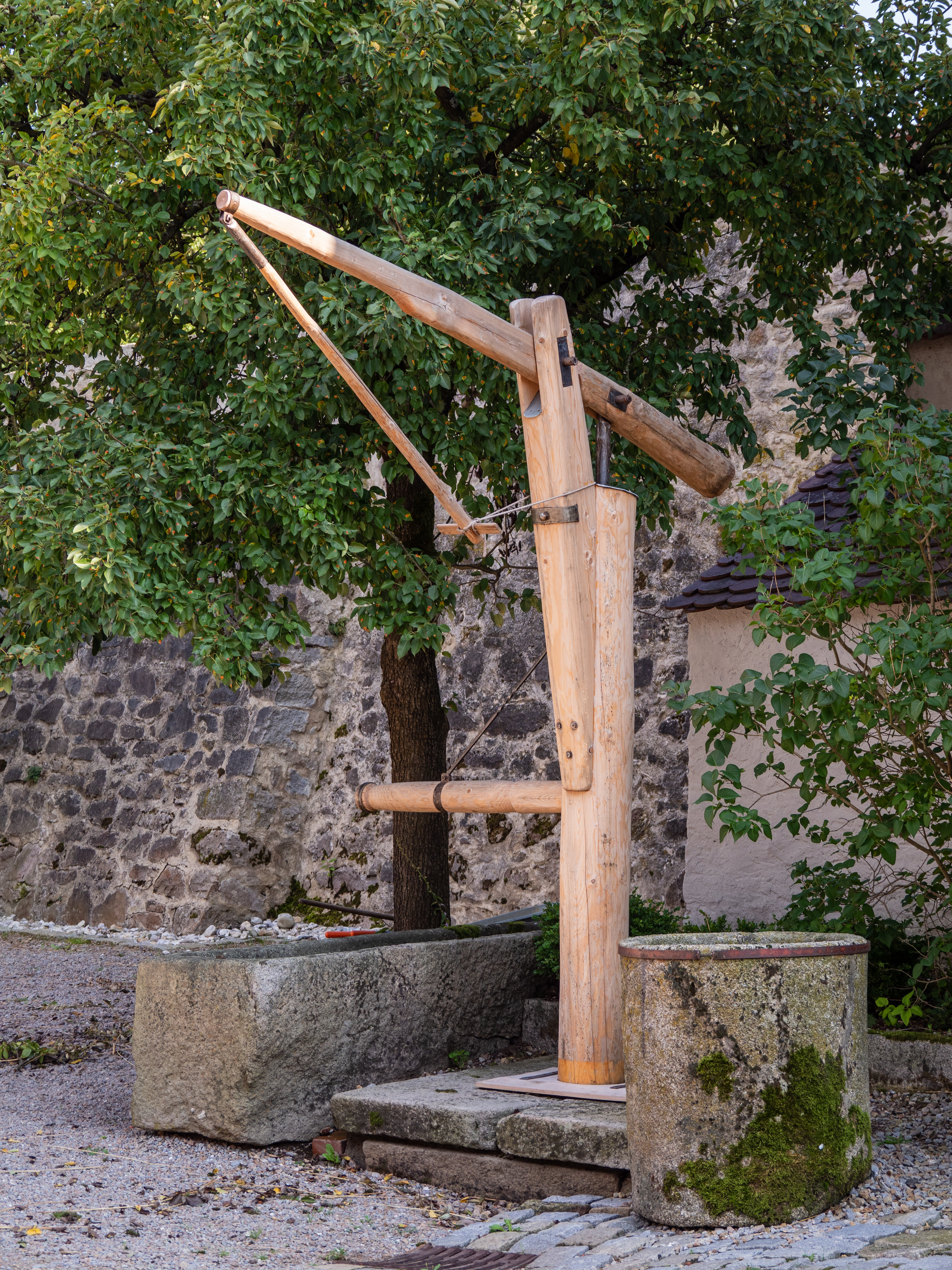
Ziehbrunnen an der Gast- und Tafernwirtschaft „Beim Wirt“ aus Unterbürg

## Bewirtschaftung
Im Museumsgelände werden traditionelle Pflanzen und Getreidesorten angebaut.

## Dauerausstellungen
Verschiedene Dauerausstellungen vertiefen die Themen:
- Edelmannshof in Perschen: Einblicke in das Leben der ländlich-bäuerlichen Bevölkerung der Oberpfalz
- Egerländer Fachwerk
- Geräte zur Feldarbeit
- Flachs und Wolle und was man daraus macht
- Mechanischer Heimatberg
- Unsere Teiche, unser Karpfen, unsere Geschichte
- S’Haisl hinterm Haus
- Geld und Ware – die Geschichte der Darlehenskassenvereine in der Oberpfalz